# Žitnik
Žitnik je priimek v Sloveniji in tujini. Po podatkih Statističnega urada Republike Slovenije je na dan 29. januarja 2021 v Slovenji uporabljalo ta priimek 586 oseb.

## Znani slovenski nosilci priimka
- Ajda Žitnik (*1984), telovadka
- Alojzij Žitnik (1891—1980), gimnazijski profesor nemščine
- Anton Žitnik, čebelar
- Arjana Žitnik (r. Rosina) (*1966), matematičarka, univ. prof.
- Boris Žitnik (1970—2025), dr. elektotehnike, direktor Elektroinštituta Milan Vidmar
- Boštjan Žitnik (1971—2020), kanuist
- Davorin Žitnik (1928—2015), gradbeni inženir, srednješolski profesor
- Edvard Edo Žitnik, novinar, dopisnik
- Egon Žitnik, gradbenik
- Franc Žitnik (1913—2005), tekstilni strokovnjak, gospodarstvenik
- Franc Žitnik (*1941), kanuist
- Gašper Žitnik (1535—1585), pravnik, profesor etike, drž. uradnik
- Ignacij Žitnik (1857—1913), duhovnik, časnikar, politik
- Janja Žitnik Serafin (*1956), literarna zgodovinarka, strokovnjak za izseljenstvo
- Jasna Žitnik, pevka in dirigentka/zborovodkinja, aranžerka ...
- Jože Žitnik (1906—1973), zdravnik kirurg, onkolog
- Jože Žitnik (*1946), glasbenik trobentar
- Leon Žitnik (*1937), kanuist
- Luce Žitnik (pr.i. Ludovik Žitnik) (1913—1987), hokejist, športni organizator
- Maks Žitnik (1908—1984), telovadec, športni delavec
- Maksimiljan Žitnik (1920—2006), jezuit, teolog
- Marinka Žitnik (*1989), profesorica računalništva (biomedicinske informatike) na univerzi Harvard (ZDA)
- Matjaž Žitnik (*1965), fizik, univ. prof.
- Rudolf Žitnik (1901—1974), politik
- Slavko Žitnik, informatik, prof. FRI
- Tomaž Žitnik, gradbenik
- Vinko Žitnik (1903—1980), orožnik in pesnik
- Živa Žitnik (*1981), slikarka in plesalka

## Znani tuji nosilci priimka
- Aleksej Žitnik (*1972), ukrajinsko-ruski hokejist